# Видеман, Густав Генрих
Густав Генрих Ви́деман (нем. Gustav Heinrich Wiedemann; 2 октября 1826, Берлин — 24 марта 1899, Лейпциг) — немецкий физик.
Член Саксонской академии наук (1871), член-корреспондент Прусской академии наук (1879), иностранный член-корреспондент Петербургской академии наук (1883), иностранный член Лондонского королевского общества (1884). 

## Биография
Родился в Берлине, учился в частной школе, затем в Кёльнской гимназии, после окончания которой поступил в Берлинский университет, где спустя три года после поступления, в 1844 году, получил докторскую степень. Его диссертация была посвящена органической химии, поскольку Видеман придерживался мнения, что изучение химии является необходимым предварительным этапом для постижения физики, которая была его главным научным интересом. В Берлине он познакомился с Гельмгольцем в доме Г. Х. Магнуса и вместе с ним стал одним из основателей Берлинского физического общества.
В 1854 году Видеман покинул Берлин, чтобы стать профессором физики в Базеле; девять лет спустя он переехал в Брауншвейг, а в 1866 году — в Карлсруэ. В 1871 году он возглавил кафедру физической химии в Лейпциге. Большое внимание, которое он уделил химии в первой части своей карьеры позволил ему удержаться на этой должности позиции, но он счёл за лучшее покинуть её, когда в 1887 году получил возможность стать профессором физики. Совместно с Рудольфом Францем Видеман разработан закон Видемана-Франца, касающийся тепло- и электропроводности, в 1853 году. Умер в Лейпциге.
Видеман наиболее известен благодаря своей работе в качестве научного писателя, опубликовавшего большое количество статей и книг и с 1877 года бывшего главным редактором издания  Annalen der Physik und Chemie, но он также проводил и собственные опыты и исследования, в особенности в области теплопроводности различных металлов и электрического сопротивления электролитов.